# Doppelmord (Kurzfilm)
Doppelmord ist ein deutscher Kurzfilm der Regisseurin Dana Linkiewicz aus dem Jahr 2007. Der Film entstand an der Kunsthochschule für Medien Köln (KHM) und lief bei verschiedenen Festivals im Programm, unter anderem bei den Internationalen Hofer Filmtagen und den Internationalen Nordischen Filmtagen Lübeck. Im Dezember 2007 lief der Film im deutschen Fernsehen auf VOX.

## Handlung
Im Mittelpunkt der Geschichte steht Daniel, der zufällig seinem alten Studienkollegen Sebastian von Lüttichau begegnet. Die nie erloschene Rivalität flammt bei einem kurzen Gespräch wieder auf. Es beginnt ein Spiel auf Leben und Tod.

## Hintergrund
Die 1976 in Potsdam geborene Linkiewicz studiert seit 2005 an der KHM und wollte mit Doppelmord einen „ambivalenten Film machen, einen den jeder gemäß seiner persönlichen Neigung interpretieren könne“. Doppelmord sei die „Anatomie einer Eifersucht“. Die Idee zum Film kam Linkiewicz im August 2005, als sie die Idee zum Film in zwanzig Minuten skizzierte.

## Ehrungen
- Nominierung, Kurzfilmwettbewerb, Max-Ophüls-Preis, 2008[3]
- Lobende Erwähnung, Internationale Nordische Filmtage, Lübeck, 2007[3][4]